# Nyamuragira
Nyamuragira er et vulkansk aktivt bjerg i Demokratiske Republik Congo, beliggende i Virunga nationalpark omkring 25 km nord for Kivusøen.
Det har haft en række udbrud i løbet af de sidste hundrede år, og der har været udbrud både fra toppen og fra siderne af bjerget, hvilket blandt andet førte til at den midlertidige top Murara blev dannet. Vulkanen var sidst aktiv i 2006.
1°24′30″S 29°12′0″Ø / 1.40833°S 29.20000°Ø